# لوران غانيه
لوران غانيه (بالفرنسية: Laurent Gagnier)‏ هو لاعب كرة قدم فرنسي، ولد في 12 يناير 1979 في أنتيب في فرنسا. لعب مع نادي أميين ونادي النجم الأحمر سانت أوين ونادي باتشوكا ونادي سيدان ونادي نيس ونادي نيور.

## وصلات خارجية
- لوران غانيه على موقع رابطة كرة القدم الفرنسية للمحترفين (الإنجليزية)
- لوران غانيه على موقع قاعدة بيانات كرة القدم.إي يو (الإنجليزية)